# Colibri moucheté
Adelomyia melanogenys
Pour les articles homonymes, voir Mouchet (homonymie).
Genre
Espèce
Répartition géographique
Statut de conservation UICN

 LC  : Préoccupation mineure
Statut CITES
Le Colibri moucheté (Adelomyia melanogenys) est une espèce d'oiseaux de la famille des Trochilidae.

## Habitat

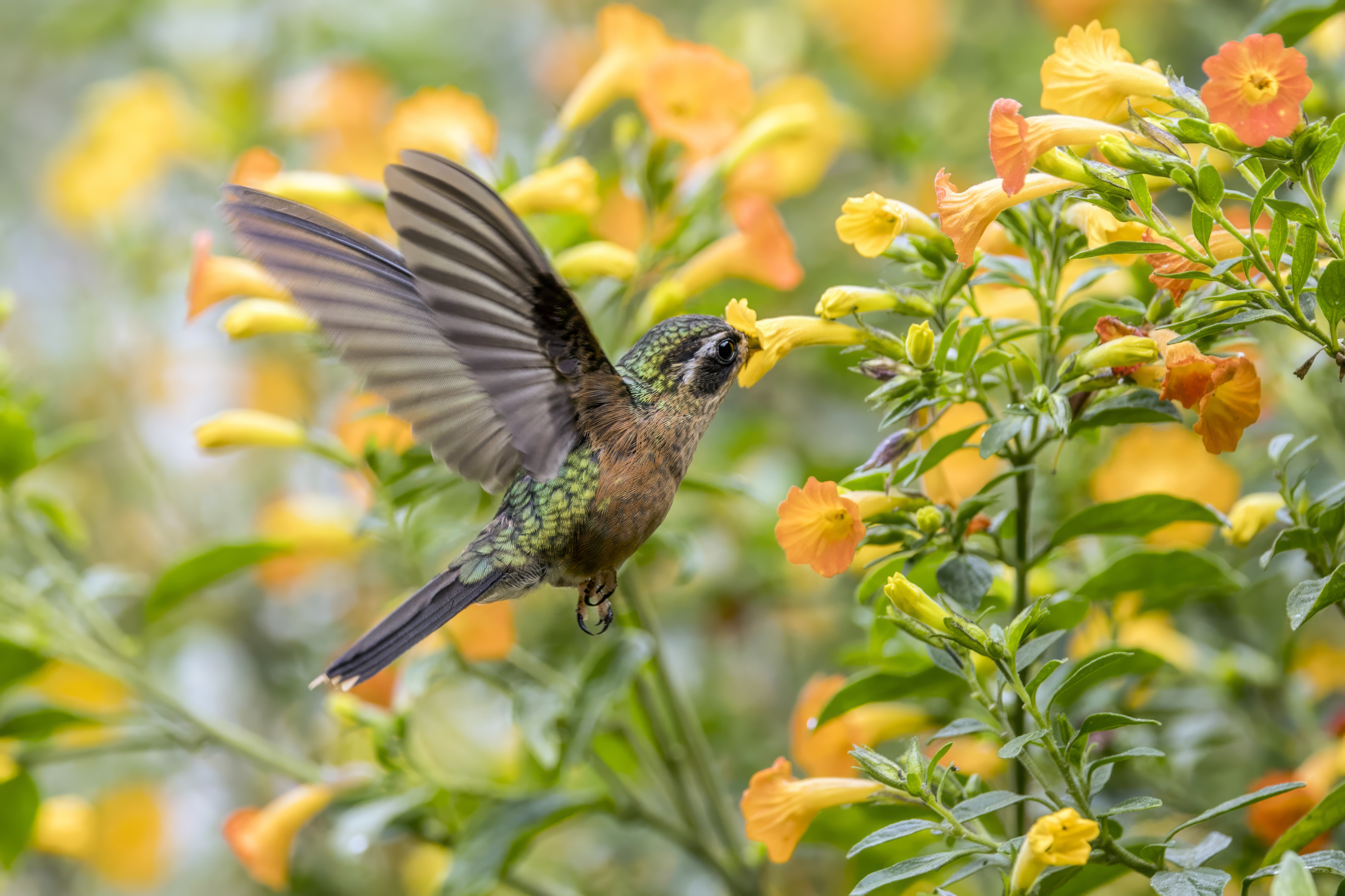
Un specimen se nourrissant
du nectar de Campsis radicans.

Le colibri moucheté habite les forêts humides d'altitude.

## Répartition  et sous-espèces
Selon la classification de référence du Congrès ornithologique international (14.2, 2024) :
- Adelomyia melanogenys cervina Gould, 1872 — Andes colombiennes ;
- Adelomyia melanogenys sabinae (Bourcier & Mulsant, 1846) — cordillère Occidentale (Colombie) ;
- Adelomyia melanogenys connectens Meyer de Schauensee, 1945 — amont de la vallée du río Magdalena ;
- Adelomyia melanogenys melanogenys (Fraser, 1840) — cordillère Orientale ;
- Adelomyia melanogenys debellardiana Aveledo Hostos & Perez Chinchilla, 1994 — serranía del Perijá ;
- Adelomyia melanogenys aeneosticta Simon, 1889 — cordillère de la Costa (Venezuela) ;
- Adelomyia melanogenys maculata Gould, 1861 — cordillère Occidentale (Équateur) ;
- Adelomyia melanogenys chlorospila Gould, 1872 — sud-est du Pérou ;
- Adelomyia melanogenys inornata (Gould, 1846) — yungas.